# جيف شيريدان
جيف شيريدان (بالإنجليزية: Jeff Sheridan)‏ هو ساحر استعراضي وفنان الشارع أمريكي، ولد في 1948.